# Риччи Параччани, Франческо
Франческо Риччи Параччани (итал. Francesco Ricci Paracciani; 8 июня 1830, Рим, Папская область — 9 марта 1894, Рим, королевство Италия) — итальянский куриальный кардинал. Церемониймейстер Его Святейшества с 24 марта 1868 по 1 октября 1875. Префект Дома Его Святейшества и Префект Апостольского дворца с 1 октября 1875 по 18 декабря 1876. Великий приор Суверенного Военного Ордена Госпитальеров Св. Иоанна Иерусалимского Родоса и Мальты с 4 марта 1885 по 1891. Секретарь меморандумов Его Святейшества с 26 января по 6 октября 1892. Архипресвитер Ватиканской патриаршей базилики и Секретарь Конгрегации фабрики Святого Петра с 6 октября 1892 по 9 марта 1894. Кардинал in pectore с 13 декабря 1880 по 27 марта 1882. Кардинал-дьякон с 27 марта 1882, с титулярной диаконией Санта-Мария-ин-Портика-Кампителли с 30 марта 1882 по 1 июня 1891. Кардинал-священник с титулом церкви Сан-Панкрацио-фуори-ле-Мура с 1 июня 1891. 